# Écluse de Vic
L'écluse de Vic est une écluse à chambre unique du canal du Midi située sur la commune de Castanet-Tolosan dans la Haute-Garonne. Construite vers 1670, elle se trouve à 17,4 km de Toulouse (Ponts-Jumeaux).
L'écluse de Vic, ascendante dans le sens ouest-est, se trouve à une altitude de 151 m. Les écluses adjacentes sont l'écluse de Montgiscard à l'est et l'écluse de Castanet à l'ouest.